# Dwayne Day
Dwayne Allen Day (Geburtsdaten nicht bekannt) ist ein US-amerikanischer Luft- und Raumfahrtjournalist.
Day erwarb einen Doktorgrad in Politischer Wissenschaft von der George Washington University.
Darüber hinaus verfasste er viele Artikel über Aufklärungssatelliten und über die zivile amerikanische Raumfahrt. Er war Hauptherausgeber des Buches „Eye in the Sky“, das 1998 die CORONA-Aufklärungssatelliten beschrieb. Day gehörte auch dem Mitarbeiterstab der Kommission an, die fünf Jahre später die Columbia-Katastrophe untersuchte.
Aktuell arbeitet Dwayne Day für das Space Studies Board of National Academies of Science in Washington D.C.

## Schriften
- Dwayne A. Day (Hrsg.), John M. Logsdon (Hrsg.), Brian Latell (Hrsg.): Eye in the Sky. The Story of the CORONA Spy Satellites, Smithsonian Institution Press (1998), ISBN 1560988304
- Dwayne A. Day: Lightning Rod. A History of the Air Force Chief Scientist's Office, University Press of the Pacific (2005), ISBN 1410220575